# 1395 Aribeda
1395 Aribeda (1936 OB) là một tiểu hành tinh nằm phía ngoài của vành đai chính được phát hiện ngày 16 tháng 7 năm 1936 bởi Karl Wilhelm Reinmuth ở Heidelberg.